# Jasenica (ort)
Jasenica är en ort i Bosnien och Hercegovina.   Den ligger i entiteten Federationen Bosnien och Hercegovina, i den västra delen av landet, 200 km nordväst om huvudstaden Sarajevo. Jasenica ligger 405 meter över havet och antalet invånare är 142.
Terrängen runt Jasenica är varierad.  Närmaste större samhälle är Bosanska Krupa, 12,2 km nordväst om Jasenica.
I omgivningarna runt Jasenica växer i huvudsak lövfällande lövskog. Runt Jasenica är det ganska tätbefolkat, med 93 invånare per kvadratkilometer.